# Victor Crone
Victor Crone (Österåker, 31 januari 1992) is een Zweeds zanger.

## Biografie
Crone raakte in 2015 bekend in eigen land dankzij zijn deelname aan Melodifestivalen, de Zweedse preselectie voor het Eurovisiesongfestival. Samen met Behrang Miri werd hij uitgeschakeld in de tweedekansronde. Vier jaar later waagde hij zijn kans in Eesti Laul, de Estische preselectie voor het Eurovisiesongfestival. Met het nummer Storm wist hij de finale wel te bereiken, en deze uiteindelijk ook te winnen. Hierdoor mocht hij Estland vertegenwoordigen op het Eurovisiesongfestival 2019 in Tel Aviv. Uiteindelijk werd hij twintigste met 76 punten.
1994: Silvi Vrait · 
1996: Ivo Linna & Maarja-Liis Ilus · 
1997: Maarja-Liis Ilus · 
1998: Koit Toome · 
1999: Evelin Samuel & Camille · 
2000: Ines · 
2001: Tanel Padar, Dave Benton & 2XL · 
2002: Sahlene · 
2003: Ruffus · 
2004: Neiokõsõ · 
2005: Suntribe · 
2006: Sandra Oxenryd · 
2007: Gerli Padar · 
2008: Kreisiraadio · 
2009: Urban Symphony · 
2010: Malcolm Lincoln · 
2011: Getter Jaani · 
2012: Ott Lepland · 
2013: Birgit Õigemeel · 
2014: Tanja · 
2015: Elina Born & Stig Rästa · 
2016: Jüri Pootsmann · 
2017: Koit Toome & Laura · 
2018: Elina Netsjajeva · 
2019: Victor Crone · 
2021: Uku Suviste · 
2022: Stefan · 
2023: Alika · 
2024: 5miinust & Puuluup · 
2025: Tommy Cash
- Gemeinsame Normdatei: 1199727466
- International Standard Name Identifier: 0000 0004 7852 8710
- MusicBrainz: f89a8ed8-f5c9-40e7-8eba-be73186b5d1c
- Virtual International Authority File: 2282157416853416710000